# Ptisca
Ptisca is een geslacht van wantsen uit de familie van de Miridae (blindwantsen). Het geslacht werd voor het eerst wetenschappelijk beschreven door Waldo Lee McAtee en John Russell Malloch in 1932.

## Soorten
Het genus bevat de volgende soorten:

- Ptisca blattiformis McAtee & Malloch, 1932
- Ptisca liberiense Krüger, 2018